# Sinopotamon denticulatum
Sinopotamon denticulatum is een krabbensoort uit de familie van de Potamidae. De wetenschappelijke naam van de soort is voor het eerst geldig gepubliceerd in 1853 door A. Milne-Edwards.